# Диана Будисављевић
Диана Будисављевић (Инзбрук, 15. јануар 1891 — Инзбрук, 20. август 1978), девојачко презиме Обексер, била је хуманитарка аустријског порекла која је током Другог светског рата спасила 15.336 деце из усташких логора смрти у Независној Држави Хрватској.
Деца коју је покушавала да спаси су била углавном српске националности са Кордуна, Козаре, из српских села са територије НДХ. Ова акција је била једна од најтежих и по броју спашених најобимнијих хуманитарних акција везаних за концентрационе логоре у Другом светском рату. Умрло је 3.254 деце, током спашавања или одмах по напуштању логора, исцрпљено тортуром, глађу и болешћу, док је 12.082 избављене деце преживело рат.
Била је удата за хирурга Јулија Будисављевића, шефа хируршке клинике Медицинског факултета у Загребу. Он је био један од малобројних загребачких Срба поштеђених убијања, протеривања или пљачке имовине за време НДХ.
Да би сачувала податке о деци коју је збрињавала током рата, водила је картотеку о њима, с надом да би једнога дана деца могла бити враћена својим биолошким породицама.
Имала је подршку уског круга људи, сви који су се бавили спашавањем деце из логора ризиковали су сопствене животе.

## Други светски рат
Током Другог светског рата, силе осовине напале су Југославију у априлу 1941. године, а Независна Држава Хрватска, која је била савезница нацистичке Немачке, започела је геноцидну кампању против Срба, Јевреја и Рома, успостављајући бројне логоре смрти у Хрватској.
Након што је сазнала за децу која су држана у логору Лобор-Град, у октобру 1941. године, заједно са низом сарадника, посебно Марком Видаковићем и Ђуром Вукосављевићем, покренула је кампању помоћи под називом „Акција Диана Будисављевић”. Акција се бринула углавном о српској деци, али и женама које су држане у разним концентрационим логорима, укључујући логор смрти Јасеновац.
Уз помоћ локалне јеврејске заједнице у Загребу, која је имала дозволу да помогне логорашима, њен тим је слао залихе хране, лекова, одеће и новца, прво у Лобор-Град, а касније у Горњу Ријеку и Ђаково. Њен тим такође је помагао члановима хрватског Црвеног крижа на главној железничкој станици у Загребу, пружајући путне потрепштине радницима у возовима који су се тамо зауставили на путу на принудни рад у Немачку — неки од тих мушкараца, жена и деце вратили су се у Загреб након заустављени су у Марибору и Линцу и нису смели даље да путују због болести — збринули су их Црвени крст и Акција Диане Будисављевић. Током тог рада, у марту 1942. године, Будисављевић је упознала главну медицинску сестру Драгицу Хабазин, која је наредних месеци и година постала блиски сарадник у помагању логорашима из разних логора који су пресељени у Загреб и друга места.
Почетком јула 1942, уз помоћ немачког официра Густава фон Коцијана, добила је писмено одобрење да одведе децу из концентрационог логора Стара Градишка. Уз помоћ Министарства за социјална питања, посебно проф. Камила Бреслера, успела је да премести децу затворенике из логора у Загреб, Јастребарско, а касније и у Сисак.
Након напора за спасавање логораша у Старој Градишки, Будисављевић је у униформи медицинске сестре Црвеног крста учествовала у превозу деце са Млаке, Јабланца и Кошутарице. Више од 6.000 деце пресељено је из тих логора у јулу и августу 1942. године. Након добијања дозволе у августу 1942. године за пресељење деце из загребачких установа на бригу породица, она и Камило Бреслер радили су заједно са огранком Загребачке надбискупије Caritas и на тај начин омогућили смештај неколико хиљада деце код породица у Загребу и сеоским заједницама.
Према извештају Марка Видаковића из маја 1945. године, Будисављевић је изјавила да је њена Акција успела да спаси око 10.000 деце из концентрационих логора.
На захтев Камила Бреслера у августу 1942. године, она и Иванка Џакула, са још неким сарадницима, започеле су са прикупљањем података из картотеке о деци на основу спискова превоза и извора из различитих институција које су водиле сопствене спискове. На крају рата досијеи су садржавали информације о приближно 12.000 деце. На захтев 28. маја 1945. од стране званичнице Савезне Државе Хрватске Татјане Маринић, у то време начелнице Министарства за социјална питања, Будисављевић је предала картотеке. Није познато где су сада и да ли су сачуване или не.

### Смештај спасених
Према дневнику који је водила за време рата, рад на помоћи и спасавању српских жена и деце из логора је започела у другој половини октобра 1941. када је сазнала за велику акцију помоћи коју је Јеврејска општина у Загребу организовала за своје заточене чланове. Према истом дневнику, њена иницијатива у првом тренутку није наишла на прави одзив, посебно из страха од одмазде, али се то касније променило. И поред многобројних тешкоћа на које је наилазила, успевала је да пронађе људе који су чинили што је било у њиховој моћи да прикупљена помоћ стигне у праве руке
Спасена деца су била смештена на разне начине. Део њих је био смештен по разним хрватским породицама, део по објектима католичке цркве, а део по објектима који су били мало бољи од концентрационих логора из којих су спасена. Због опструкције и отвореног негодовања власти НДХ, храна и смештај су добрим делом обезбеђени приватним добровољним прилозима грађана. Интересантно је да је Павелић дозвољавао да Загрепчани удомљавају логорашку децу само под условом да буду васпитана у хрватском и усташком духу, чиме би се затро сваки траг о њиховом пореклу. Многа деца одрасла су са промењеним идентитетом и никада нису сазнала истину о свом пореклу, вери или идентитету. Још у самом логору децу су преоблачили у усташке униформе.
Да би помогла српској дјеци и сама је пуно ризиковала. Обилазећи логоре заразила се болестима које су харале и убијале малишане. Прележала је тифус и доживјела три нервна слома.
У раду је имала и сараднике као што су професор Камило Бреслер, тада запослен у Министарству социјалног старања НДХ, сестра Црвеног крста Драгица Хабазин, архитекта Марко Видаковић, Јана Кох, Татјана Маринић.
Часопис Арена из Загреба је низ година водио акцију за повезивање сада већ одраслих људи са својим породицама.

## Одузимање картотеке
Крајем маја 1945. два агента ОЗНЕ односе албуме са фотографијама деце. По налогу Министарства социјалне политике Хрватске 28. маја 1945. од Диане Будисављевић је узета и целокупна картотека деце, иако није била завршена идентификација и репатријација.
Поводом тога је изјавила:
Казала сам да ако морам картотеку предати, онда ћу му дати све. Кажем му да сам очајно увријеђена. Предајем картотеку, биљежнице за налажење непознате дјеце, регистар за фотографије и биљежницу с пописом особних ознака на дјеци.
Одузимањем документације Диани Будисављевић и њеној сарадници Иванки Џакули, онемогућено је да даље раде на идентификацији великог броја деце. „Знали смо да ће сада многе мајке узалуд тражити своју децу. Страшно растајање у логорима, дугогодишња чежња за њима на раду у Немачкој, а сада неће наћи своје најдраже”. Њена понуда да својим радом помогне на идентификацији деце, у Министарству није прихваћена.
Картотека са 5631 именом пронађена је 2023. године и неки са списка су успели на основу тога да открију своје порекло.

## После рата
После Другог светског рата вратила се да живи повучена и заборављена у Инзбрук. Више није говорила о свом раду за време рата и до смрти се није опоравила од последица обиласка логора.
Међу спасеном децом био је и др Милутин Вучковац, члан Сената Републике Српске, затим глумица Божидарка Фрајт.

## Дневник
„Дневник Диане Будисављевић”, оригинално написан на немачком, издат је у само 700 примерака. Покрива период од 23. октобра 1941. до 13. августа 1945. На хрватском је издат у Загребу 2003, под именом „Дневник Диане Будисављевић 1941—1945”, приредила за штампу Силвија Сзабо, Хрватски државни архив, Спомен-подручје Јасеновац. У њему је описивала ситуацију, услове у којима су се налазила деца логораши, њихова мучења, страдања и умирања, стрепњу за њих, за себе, као и сусрете и разговоре са некима од највећих ратних злочинаца, одговорних за геноцид у НДХ.
Дневник је објављен 2003. године у Загребу „Дневник Диане Будисављевић 1941—1945”, сачињен од 388 преведених записа са немачког. Од тада је започело значајније историографско интересовање за њене подвиге. Снимљен је филм „Дневник Диане Будисављевић”. Филм је био апсолутни победник 66. Пулског филмског фестивала 2019. године.
Цитат из дневника Диане Будисављевић:
10. јул 1942, Стара Градишка: Нека дјеца већ пре су била предвиђена за транспорт у Горњу Ријеку, а онда су због болести морала остати. Умрла су дјелимично тамо, а дјелимично од нас преузета касније, као и толико тих малих мученика, као непозната, безимена дјеца. А свако је имало мајку која је за њим горко плакала, имало је свој дом, своју одјећу, а сад је трпано голо у масовну гробницу. Ношено девет мјесеци, у болу рођено, с одушевљењем поздрављено, с љубављу његовано и одгајано, а онда — Хитлер треба раднике, доведите жене, одузмите им дјецу, пустите их да пропадну; каква неизмјерна туга, каква бол (…) Прије подне је дошао и Лубурић. Био је бијесан што мора да преда дјецу. Казао је да има довољно католичке дјеце која у Загребу расту у биједи. Нека се за њих бринемо. Онда нам је опет пријетио, да само о његовој доброј вољи зависи хоће ли нас пустити из логора.

## Надбискуп Степинац и Диана Будисављевић
Диана није имала позитивно мишљење о тадашњем духовном поглавару католичких Хрвата надбискупу Алојзију Степинцу. Од њега је неколико пута тражила помоћ у спасавања српске дјеце из усташких концентрационих логора. О тим сусретима је записала:
3. 12. 1941. Мој први пријем код надбискупа др. Степинца. И тамо је резултат разговора био потпуно негативан. Надбискуп ми је рекао да нема никаквог утјецаја на владу, тамо да ништа не може исходити. Спреман је заузети се за ствар, али унапријед зна да не може ништа постићи… Друга аудијенција код надбискупа… Надбискуп је врло суздржан. Не жели се заинтересирати. Каже да нема никаквог уплива на владу. Испричао ми је да је због стана једне Жидовке био код неког министра. Тај му је обећао да ће жена моћи остати у стану, а сад ју се успркос томе намјерава из стана избацити. Кажем да сам дошла тражити да спаси један народ, а он ми прича о неком стану. Онда је почео критизирати Нијемце, нацизам, Хитлера, да су они свему криви. Кажем му да се њемачки бискупи јако заузимају за своје вјернике и супротстављају Хитлеру. Многи од овдје прогоњених су прешли на католичку вјеру и његова је дужност заузети се за њих… На крају обећава да ће се заузети. Будући да у то много не вјерујем, називам… каноника Бакшића и молим за пријем. Молим да са своје стране утјече на надбискупа. Молим да се каноници састану и да се сви заједно заузму за прогоњене с Кордуна.

## Признања
Диана Будисављевић је постхумно одликована:
- Златном медаљом „Милош Обилић” за испољену храброст и дела личног херојства. Медаља је додељена поводом Дана државности Републике Србије 2012. године,[22] а уручена је њеном праунуку Леонарду Рашици 23. октобра 2013. године.[23]
- Први је носилац новоустановљеног одликовања Српске православне цркве „Царица Милица” (2011),[24] за племенитост и хуманитарни рад.[25] Орден је уручен 18. октобра 2013. године њеном праунуку, писцу Леонарду Рашици.[20][26]
- У родном Инзбруку 2011. додијељен Орден II реда.[27]

У Београду, Козарској Дубици, Приједору и Градишци добила је улице, а у Градишци је подигнута и спомен чесма са њеним именом.
Донета је одлука о подизању споменика Диани Будисављевић у Београду. У Београду постоји Парк Диане Будисављевић.
Поред тога, српска културна јавност јој је одала признање кроз више дела. Књижевник Бошко Ломовић написао је дело „Књига о Дијани Будисављевић”, Зоран Милекић је написао роман Аустријанка, док продуцент и глумац Тихомир Станић припрема филм о Диани Будисављевић и о концентрационом логору Јасеновац. Постоји монодрама „Пу спас за све нас” настала по мотивима њеног дневника.
Снимљен је документарни филм Дианина дјеца. Лик Диане Будисављевић се појављује у филму Дара из Јасеновца, из 2020. године. Њен рад обрађен је и у документарном филму „Два лица рата”.